# Није љубав ствар
«Није Љубав Ствар» (серб. «Любовь — не вещь») — песня сербского певца Желько Йоксимовича, представлявшего свою страну на музыкальном конкурсе Евровидение 2012. Авторами песни являются Марина Туцакович и Милош Роганович; музыка была записана самим Желько.
Помимо сербской версии, была записана также русская, английская и испанская. Помимо этого в официальном клипе текст песни дублируется на языке жестов. Перевод сделал Ненад Махмутович (серб. Ненад Махмутовић), победитель шоу «Ја имам таленат!» 2011 года.
Это вторая песня музыканта, исполненная на Евровидении. Впервые Желько Йоксимович выступил на конкурсе в 2004 году с песней «Лане моје»; с ней он финишировал вторым. В 2008 году исполнитель также выступил в качестве композитора, написав музыку к песне «Оро».
Композиция была исполнена под первым номером во втором полуфинале конкурса, 24 мая 2012 года, перед выступлением македонских конкурсантов. Там она набрала 159 очков и заняла второе место (из 18), пройдя в финал. В финале конкурса песня набрала 214 очков и получила третье место из 26.